# 촌 (행정 구역)
촌(村)은 일부 국가에서 사용되는 작은 행정 구역이다.

## 일본
촌(일본어: 村, そん 또는 むら)은 일본의 지방공공단체의 일종이다. 시·정하고 대한민국의 동격으로 함께 시정촌이라고 한다. '~村'은 '~손' 또는 '~무라'라고 읽고 어느쪽으로 정할지는 각 자치체에서 규정하고 있다.
최근에는 시정촌의 합병을 유도하여 촌의 수가 감소하고 있으며, 현 내에 촌이 1개도 존재하지 않는 경우도 많게 되었다. 2019년 2월 기준으로 일본에는 183개의 촌이 있다.
촌의 인구는 대부분 1만명 이하이지만, 오키나와현의 요미탄촌과 이바라키현의 도카이촌의 인구는 3만명을 넘어 정(町)으로 승격될 수 있으나 아직 촌의 지위를 유지하고 있다. 가장 인구가 적은 촌은 도쿄도의 아오가시마촌으로 주민 수는 183명에 불과하다. 2014년 1월 1일 이와테현의 다키자와촌이 '시'(市)로 승격하였다.
따라서 일본의 촌은 대한민국의 행정 구역 지위상 면(面)에 상당하다.

## 중국
행정촌(중국어: 行政村 xíngzhèngcūn[*]) 또는 촌(중국어: 村 cūn[*])은 중화인민공화국의 촌급 행정 단위의 하나이다. 통상적으로 도시 구역에는 사구(중국어: 社区)가 설치되고 촌락 지역에는 촌이 설치된다. 한국의 리(里)에 상당하다.
이외에 동일한 수준의 행정 구역으로 내몽골 자치구에만 존재하는 가차(중국어: 嘎查)와 칭하이성에만 존재하는 목위회(중국어: 牧委会)가 있다.
촌마다 촌민위원회(村民委员会)가 설치되어 공식적인 커뮤니티의 역할을 한다. 또한 촌의 하위에 이를 세분한 촌민소조(중국어: 村民小组)도 존재한다.

## 같이 보기
- 리 (행정 구역)
- 촌위원회